# Martha Jefferson Randolph
Martha "Patsy" Randolph (nascida Jefferson; 27 de setembro de 1772 - 10 de outubro de 1836) era a filha mais velha de Thomas Jefferson, o terceiro presidente dos Estados Unidos, e sua esposa, Martha Wayles Skelton Jefferson. Ela nasceu em Monticello, perto de Charlottesville, Virgínia.
A mãe de Randolph morreu quando ela tinha quase 10 anos, quando apenas dois de seus cinco irmãos estavam vivos. Seu pai cuidou para que ela tivesse uma boa educação. Ela falava quatro idiomas e foi muito influenciada pela educação que recebeu em uma escola de freiras em Paris com filhas da elite francesa. Em 1804, ela era a única filha sobrevivente de Martha e Thomas Jefferson, o único dos filhos do casal a sobreviver depois dos 25 anos.
Martha Jefferson casou-se com Thomas Mann Randolph Jr., que foi governador da Virgínia (1819–1822), o que a tornou a primeira-dama da Virgínia. Eles tiveram doze filhos juntos.
Randolph supervisionou a operação de Varina e Edge Hill com seu marido e Monticello com seu pai. Ela mantinha correspondência regular com o pai quando não estavam juntos. Ela forneceu estabilidade emocional para Jefferson, o que o ajudou a enfrentar sua tumultuada carreira política. Além de supervisionar Monticello, ela morou com Jefferson na Casa Branca, servindo como primeira-dama informal.
Depois da Casa Branca, Randolph e seus filhos viveram em Monticello e cuidaram de seu pai. Devido a dívidas, os Randolphs venderam Varina e perderam a plantação de Edge Hill para execução hipotecária em 1825. Randolph herdou as dívidas de Monticello e Jefferson quando seu pai morreu em 1826. Muitos dos escravos em Monticello foram vendidos para cobrir parte da dívida.

## Infância e educação
Martha Jefferson nasceu em 27 de setembro de 1772, em Monticello, propriedade de seu pai na Virgínia (então na América britânica). Seus pais eram Thomas Jefferson e Martha Wayles Skelton. Durante o casamento de dez anos de seus pais, eles tiveram seis filhos. Randolph foi a primogênita. Ela foi seguida por Jane Randolph (1774–1775); um filho que viveu apenas algumas semanas em 1777; Maria "Polly" (1778–1804); Lucy Elizabeth (1780–1781); e outra Lucy Elizabeth (1782–1784). Apenas Randolph e Mary sobreviveram mais do que alguns anos.
A família vivia um estilo de vida refinado e Randolph foi inicialmente educado em casa. Seus estudos incluíam aulas de dança. Quando ela tinha sete anos, seu pai tornou-se governador da Virgínia. Eles se mudaram para Richmond quando o governo se mudou para lá em 1780. As tropas britânicas avançaram para Richmond em maio de 1781 e, devido ao aviso prévio, os Jeffersons escaparam para sua casa de campo, Poplar Forest.

### Filadélfia

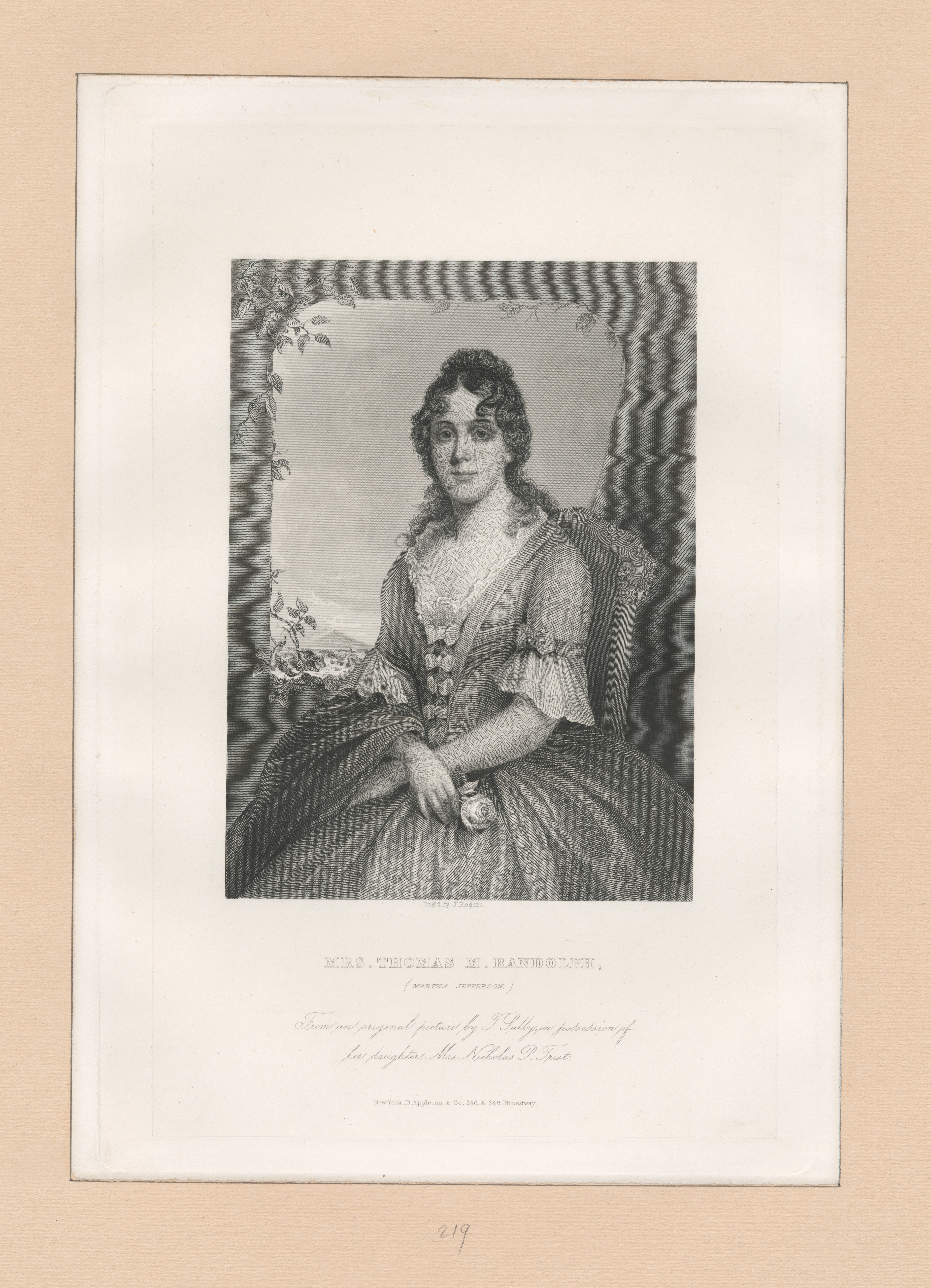
Martha Jefferson Randolph era alta e magra, com feições angulosas e cabelos ruivos, e dizia-se que se parecia muito com seu pai, a quem ela era devotada.

O pai de Randolph não acreditava em educação pública para meninas, mas providenciou para que sua filha recebesse uma educação particular. Entre dezembro de 1782 e maio de 1784, ela morou com uma família e estudou francês, dança, desenho e música com professores particulares, que receberam de Thomas Jefferson horários diários rígidos e prescritos e instruções sobre como sua educação deveria ser conduzida. Sua intenção era torná-la uma senhora estimada e culta. Nesse ínterim, seu pai trabalhava na Filadélfia e aguardava ordens do Congresso para ir à França.

### Paris
Suas irmãs mais novas, Mary e Lucy Elizabeth, permaneceram na Virgínia com familiares enquanto Randolph e seu pai viajavam para Boston com James Hemings. Eles partiram para Paris no navio em 5 de julho de 1784 e chegaram à França em 6 de agosto de 1784. Randolph viveu em Paris dos 12 aos 17 anos, enquanto seu pai serviu como Embaixador na França. Em outubro de 1784, sua irmã mais nova, Lucy, morreu de tosse convulsa.
Jefferson a matriculou na Abadia de Pentemont, uma escola de convento exclusiva, Nesse internato, Randolph aprendeu aritmética, geografia, história mundial e latim, além de música e desenho. Ela foi profundamente influenciada pelos quatro anos na escola do convento. Seus pares eram a elite francesa que forneceu um modelo de "inteligência, capacidade e energia feminina" e experimentou a "rica pompa das liturgias católicas romanas". Isso deu a ela a capacidade de conduzir conversas inteligentes e espirituosas e pensar em como administraria a educação de seus futuros filhos.
[Martha Jefferson Randolph] was wont to say in after life, that she looked back to her residence in the Convent as to a period of great happiness & great improvement."— Her daughter, Ellen Randolph Coolidge

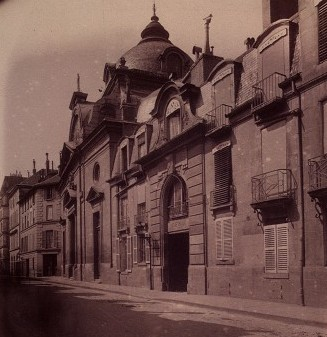
Abadia de Penthemont, foi uma escola de freiras exclusiva em Paris, França, que Randolph frequentou quando seu pai era ministro dos Estados Unidos na França

Quando ela se socializou na Abadia, ela aprendeu sobre o papel das mulheres nos assuntos políticos, a dissensão que levou à Revolução Francesa e as intrigas do palácio. Seu pai influenciou a redação da Declaração dos Direitos do Homem na França. Randolph disse que seu tempo na França foi "a parte mais brilhante de uma vida muito sombreada e triste por cuidados e tristezas".
Mary viajou com Sally Hemings para Paris e se juntou a sua irmã na escola do convento em julho de 1787. Randolph e sua irmã Mary contraíram tifo durante o inverno de 1788 e viveram com o pai até recuperarem a saúde. Depois que Randolph expressou o desejo de se converter ao catolicismo e disse que estava considerando ordens religiosas, Jefferson rapidamente retirou ela e sua irmã mais nova Polly da escola. Ao longo de seus estudos, Randolph aprendeu a falar quatro idiomas.
Randolph se socializou com mulheres europeias de "pensamento livre" e mulheres talentosas do Iluminismo francês, como Georgiana, duquesa de Devonshire e Germaine de Staël. Ela também conheceu líderes mundiais enquanto estava na França. Ela gostava de uma vida social que incluía bailes e shows durante o verão. Em setembro de 1789, após o início da Revolução Francesa, Thomas Jefferson, suas filhas, e James e Sally Hemings embarcaram para a América, chegando em 1790.

## Casamento e família
Em 23 de fevereiro de 1790, aos 17 anos, ela se casou com Thomas Mann Randolph Jr., um fazendeiro, em Monticello. Ele era seu primo de terceiro grau e descendente de Pocahontas. Seu marido, filho do amigo de Thomas Jefferson, Thomas Mann Randolph Sr., mas sua família estava sujeita a escândalos. Alguns dos Randolphs foram acusados, mas posteriormente absolvidos, de matar uma criança que se acredita ter sido gerada por Richard Randolph e além disso, seu sogro criou um escândalo quando se casou com uma adolescente.
O casal morou primeiro na propriedade de Randolph, Varina, no condado de Henrico e Martha teve doze filhos. Ela teve mais filhos do que qualquer filha de um presidente. Em contraste com seus pais e irmã, cada um dos quais teve a maioria de seus filhos mortos na infância, onze dos filhos dos Randolphs sobreviveram até a idade adulta:
- Ann Cary Randolph (1791–1826), que se casou com Charles Lewis Bankhead (1788–1833).[13]
- Thomas Jefferson Randolph (1792–1875), que se casou com Jane Hollins Nicholas (1798–1871), filha de Wilson Cary Nicholas.[14]
- Ellen Wayles Randolph (1794–1795), morreu jovem durante uma viagem que Randolph e seu marido fizeram de julho de 1795 a outubro de 1795 para melhorar sua saúde.[2]
- Ellen Wayles Randolph (1796–1876), que recebeu o nome de uma irmã falecida, casou-se com Joseph Coolidge (1798–1879) e era então conhecida como Ellen Randolph Coolidge.[15]
- Cornelia Jefferson Randolph (1799-1871). Na década de 1830, ela abriu uma escola em Edge Hill, então propriedade de seu irmão, onde ensinou pintura, escultura e desenho. Ela traduziu e publicou The Parlour Gardener: A Treatise on the House Culture of Ornamental Plants. Traduzido do francês e adaptado para uso americano . Cornélia nunca se casou.[16]
- Virginia Jefferson Randolph (1801–1881), que se casou com Nicholas Trist (1800–1874).[17][18]
- Mary Jefferson Randolph (1803–1876). Ela morava em Edge Hill e ajudava sua cunhada, Jane, a supervisionar a casa de seu irmão Thomas Jefferson Randolph. Ela e sua irmã Cornelia também visitavam as casas de seus irmãos em tempos de doença. Ela nunca se casou.[19]
- James Madison Randolph (1806–1834) nasceu na Casa do Presidente, agora chamada de Casa Branca, em 17 de janeiro de 1806.[2]
- Benjamin Franklin Randolph (1808–1871), que se casou com Sarah Champe "Sally" Carter (1808–1896).[20]
- Meriwether Lewis Randolph (1810–1837), que se casou com Elizabeth A. Martin (1815–1871).[21] Após sua morte, Martin se casou com Andrew Jackson Donelson, sobrinho do presidente Andrew Jackson.[22]
- Septimia Anne Randolph (1814–1887), que se casou com o Dr. David Scott Meikleham (1804–1849), tornando-se Septimia Randolph Meikleham.[23]
- George Wythe Randolph (1818–1867), que brevemente em 1862 foi Secretário de Guerra dos Estados Confederados da América e que se casou com Mary Elizabeth Adams Pope (1830–1871).[24]

## Vida em Varina, Monticello e Edge Hill
Randolph administrou os assuntos domésticos em Varina e a propriedade de seu pai em Monticello na década de 1790. Ela educou os filhos em casa. Embora fosse casada, manteve o afeto e fidelidade ao pai, antes do marido. O relacionamento de Randolph com seu marido Thomas Mann Randolph Jr. Tuckahoe.

I feel every day more strongly the impossibility of becoming habituated to your absence; separated in my infancy from every other friend, and accustomed to look up to you alone, every sentiment of tenderness my nature was susceptible of was for many years centered in you, and no connection formed since that could weaken a sentiment interwoven with my very existence.— Martha Jefferson Randolph to Thomas Jefferson, Bellmont, January 22, 1798
Por dez anos, ela foi a dona de Monticello, construindo uma vida social que sustentou a vida política de Jefferson. Descrito como um "salão cosmopolita na zona rural de Virgínia Piemonte", pai e filha entretinham os visitantes. Ela conheceu as mulheres mais influentes da América, como Dolley Madison, e oito dos nove primeiros presidentes do país, excluindo George Washington, que ela nunca conheceu. Randolph era uma rara mulher do sul que tinha autoridade significativa no gerenciamento de plantações, bem como nas atividades domésticas. Foi em Monticello que Jefferson encontrou "aquela sociedade onde tudo é paz e harmonia". Seu papel como anfitriã e dona da plantação ajudou a preparar Randolph para seu papel na Casa Branca.

## Casa branca

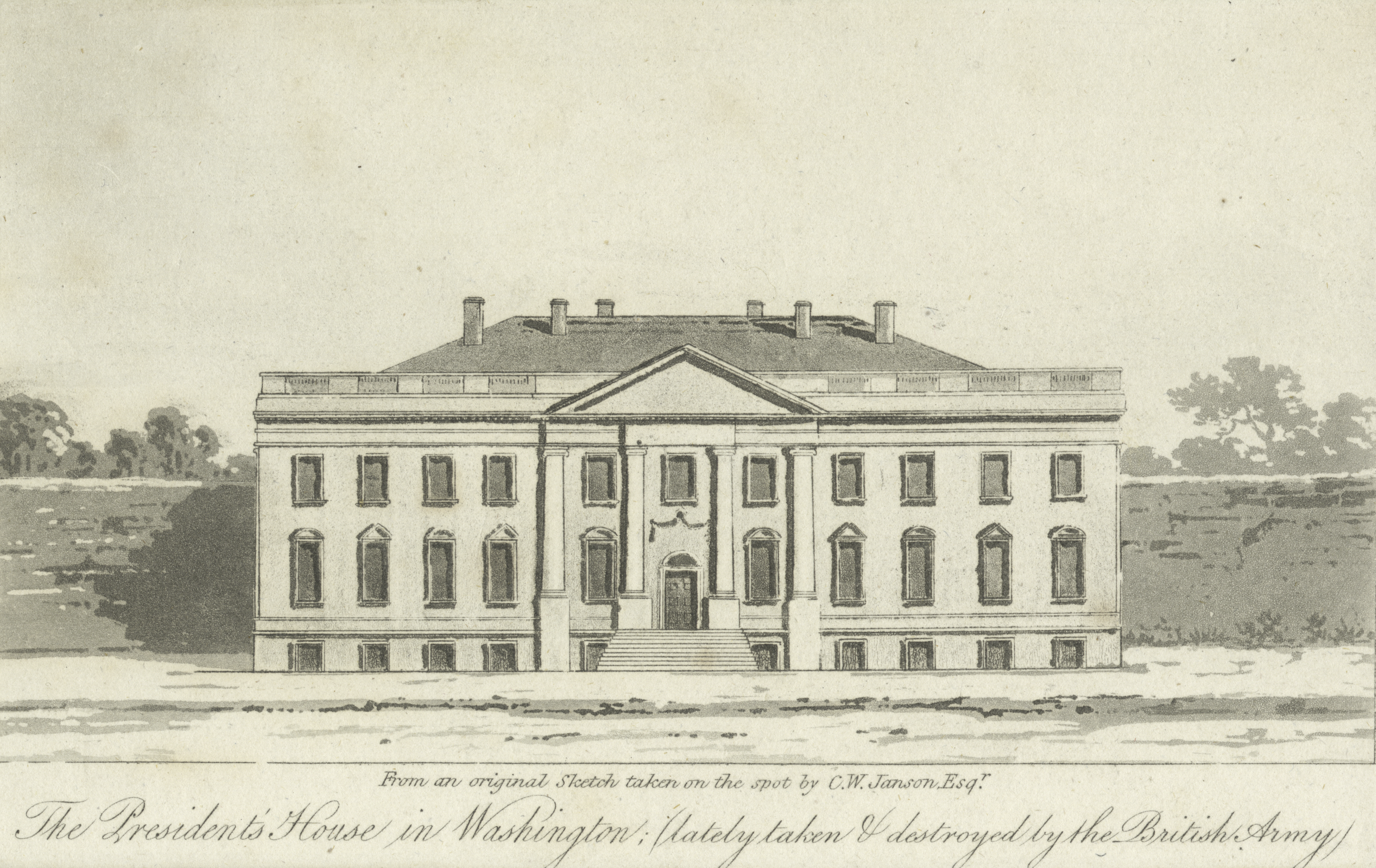
De um esboço de CW Janson, The President's House, recentemente tomado e destruído pelo exército britânico, 1815

Randolph fez várias visitas à Casa do Presidente (agora conhecida como Casa Branca) quando seu pai era presidente. Durante suas visitas de meados de novembro de 1802 a 5 de janeiro de 1803 com sua irmã Mary, o filho de Maria, Francis, e dois de seus filhos, Ann e Jeff) e 1805–1806 (com toda sua família). O oitavo filho de Randolph, James Madison Randolph, nasceu na Casa do Presidente em 17 de janeiro de 1806.
De 1803 a 1807, seu marido Thomas Mann Randolph Jr. serviu na Câmara dos Deputados em Washington, DC Ele fez campanha contra "um fervoroso defensor" de Jefferson. Jefferson gostaria que Randolph permanecesse em Washington, DC por mais tempo. Randolph, no entanto, tinha obrigações de administrar a plantação, cuidar de seus filhos e cuidar de si mesma durante a gravidez. Além disso, na época Washington, DC era cercada por pântanos que geravam doenças, o que limitava suas visitas.
Existem diferentes pontos de vista sobre o papel de Randolph durante a presidência de seu pai. O site Monticello afirma que ela serviu como anfitriã de Jefferson e primeira-dama informal organizando a programação social de Jefferson e recebendo convidados em recepções realizadas por seu pai.
O biógrafo Billy L. Wayson afirma que ela não era uma anfitriã ou confidente, mas uma companheira próxima de seu pai e "era a base emocional" que sustentava o papel de Jefferson como presidente. Seja fisicamente com ele ou por meio de correspondência contínua, ela ajudou o pai a manter o equilíbrio ao longo de sua tumultuada vida política. Wayson afirma que Randolph foi uma influência significativa para o presidente. "A 'primeira filha' estava sempre presente no coração de seu pai, especialmente durante seus mais difíceis julgamentos políticos."
Alguns anos antes de se tornar presidente, Jefferson disse:

When I look to the ineffable pleasures of my family society, I become more and more disgusted with the jealousies, the hatred, and the rancorous and malignant passions of this scene, and lament my having ever again been drawn into public view.— Thomas Jefferson to Martha Jefferson Randolph, Philadelphia, June 8, 1797
Randolph era dedicado ao pai dela. Ela tinha uma presença calmante e ajudou a desviar a atenção dos rumores sobre o relacionamento de Jefferson com Sally Hemings. Um visitante disse que ela forneceu "a melhor refutação de todas as calúnias que foram lançadas sobre ele".
Em 1982, o Siena College Research Institute pediu aos historiadores que avaliassem as primeiras-damas americanas, Randolph e várias outras primeiras-damas "atuantes" foram incluídas. A pesquisa das primeiras-damas, que tem sido realizada periodicamente desde então, classifica as primeiras-damas de acordo com uma pontuação cumulativa nos critérios independentes de sua formação, valor para o país, inteligência, coragem, realizações, integridade, liderança, sendo suas próprias mulheres, imagem pública, e valor para o presidente. Na pesquisa de 1982, de 42 primeiras-damas e primeiras-damas "interinas", Randolph foi avaliado como o 18º mais conceituado entre os historiadores. As primeiras-damas atuantes, como Randolph, foram excluídas das iterações subsequentes desta pesquisa.
A irmã de Randolph, Mary "Polly", também foi anfitriã às vezes, até morrer em 1804 durante o parto. Dolley Madison, politicamente sintonizada, frequentemente desempenhava funções de anfitriã para Jefferson. Seu marido, James Madison, era então o Secretário de Estado.

## Depois da Casa Branca

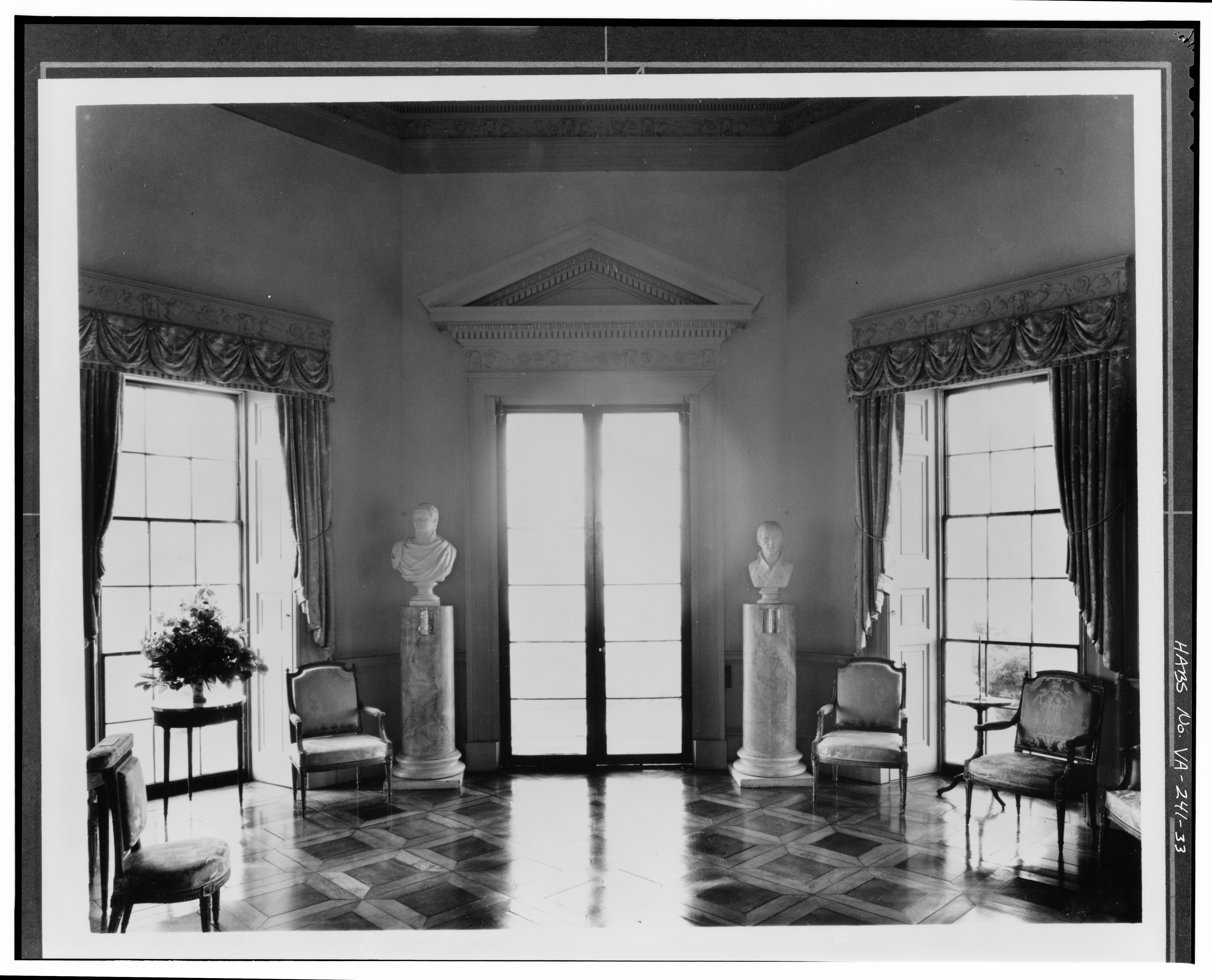
Sala de Estar Interior, Monticello

Randolph e seus filhos viveram principalmente em Monticello após a aposentadoria de Thomas Jefferson em 1809. Enquanto seu marido foi governador da Virgínia de 1819 a 1822, ela continuou morando em Monticello. Isso foi feito em parte para economizar dinheiro. Ela administrava as atividades domésticas na plantação. Preocupado com as finanças da família e com a perda de renda caso seu marido servisse nas forças armadas durante a Guerra de 1812, Randolph convenceu o presidente James Monroe a dar a ele um posto de coletor de impostos temporário mais lucrativo.
Randolph dedicou grande parte de sua vida aos anos de declínio de seu pai. Ela havia se separado do marido, que sofria de alcoolismo e instabilidade mental. No verão de 1825, Tom Randolph morava em uma pequena casa de sua propriedade em North Milton.

## Dívida
Randolph lidou com a tensão das preocupações financeiras sobre as dívidas de seu marido, seu sogro Thomas Mann Randolph Sr. e seu pai após a morte deles. Eles ficaram endividados devido ao declínio do valor da terra, investimentos arriscados, colheitas fracassadas e parentes necessitados.
Thomas Mann Randolph vendeu a plantação de Varina em 1825 para Pleasant Akin ou Aiken de Petersburgo. A plantação de Edge Hill, junto com suas colheitas, edifícios, animais e escravos, foi executada em 1825 e o produto da venda não pagou todos os credores da família. O comprador no leilão de execução hipotecária, que tomou posse em janeiro de 1826, era o filho mais velho de Randolph, Thomas Jefferson Randolph.

## Anos posteriores e morte

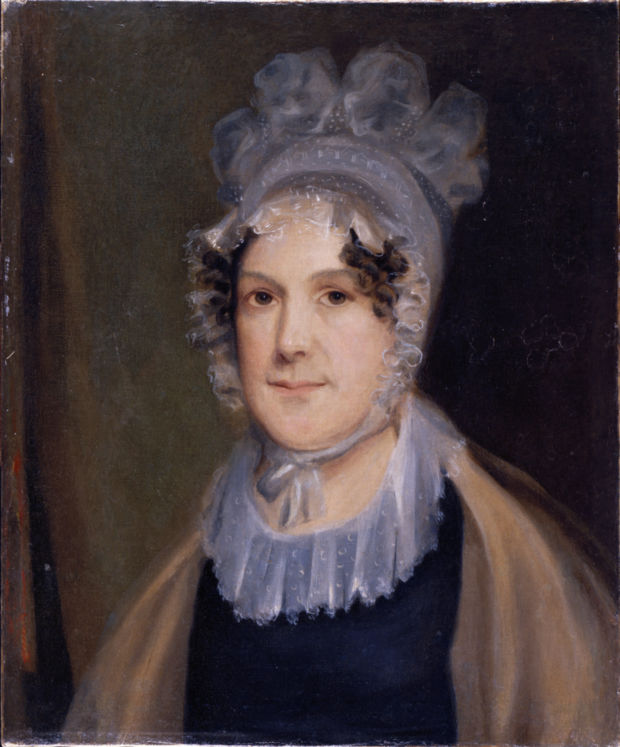
James Westhall Ford, Martha Jefferson Randolph, 1823, Monticello, Fundação Thomas Jefferson. Na época do retrato, Randolph tinha 51 anos e era mãe de onze filhos.

Jefferson descreve Randolph como a "companheira querida de sua juventude e a enfermeira de sua velhice". Pouco antes de sua morte, ele disse que "a última dor da vida foi se separar dela". Thomas Jefferson morreu de uremia em 4 de julho de 1826. Ele tinha 83 anos. Após sua morte, ela herdou Monticello de seu pai em 1826, assim como suas muitas dívidas. Seu filho mais velho, Thomas Randolph, atuou como executor da propriedade. Com exceção de cinco escravos libertados no testamento de seu pai e "dando seu tempo" (emancipação informal) a Sally Hemings, eles venderam o restante dos 130 escravos em Monticello para tentar saldar as dívidas.
Randolph colocou Monticello no mercado duas semanas após a morte de seu pai em julho de 1826. Depois de cinco anos no mercado, a plantação foi vendida por US$ 7.000, um décimo de seu valor de US$ 71.000.
Ela tinha uma pequena renda da propriedade de seu pai e vivia "à beira da pobreza". Querendo garantir carreiras de sucesso para sua família, que incluía seus genros, ela procurou Margaret Bayard Smith, que ajudou membros da família a conseguir cargos que a levaram a carreiras de sucesso em Washington. Por exemplo, Nicholas Trist, seu genro, conseguiu o cargo com Henry Clay, o secretário de Estado do presidente John Quincy Adams.
Após a morte de Jefferson, Randolph viveu com Thomas, seu filho mais velho, em Tufton. Ela ficou na casa de sua filha Ellen e genro Joseph Coolidge em Boston de outubro de 1826 a maio de 1828..Ela então foi para o marido em junho de 1828 e estava ao lado de sua cama quando ele morreu no dia 20 daquele mês.
Após a morte do marido, ela morou com o filho na propriedade de Edgehill até 29 de novembro e depois em Washington, DC e Boston com outros filhos casados. Para gerar renda, ela alugou seus escravos restantes. Ela também teve uma renda de ações bancárias doadas em homenagem a Jefferson pelos estados de Louisiana e Carolina do Sul. Cada uma das legislaturas estaduais doou $ 10.000 para ela por seu apoio, totalizando $ 20.000.
Enquanto estava em Boston, Randolph escreveu seu testamento final em 24 de janeiro de 1836 e voltou para a propriedade de Edge Hill em julho de 1836. Ela morreu lá em 10 de outubro de 1836, aos 64 anos e foi enterrada no cemitério da família Monticello.

## Escravidão
O avô materno de Randolph, John Wayles, tinha duas famílias, uma com Martha Epps e outra com uma escrava Betty Hemings, cujos filhos pertenciam e serviam à família Wayles. Em 1773, quando Randolph estava casado há um ano, seu avô morreu e ela herdou 135 pessoas escravizadas, incluindo suas meias-tias e tios da família Hemings, e 11.000 acres. Em Monticello, Sally Hemings (também neta de John Wayles) criou seus filhos com Thomas Jefferson.
Quando Randolph morava em Paris, ela soube que havia países onde escravizar pessoas não era legal e disse a seu pai: "Desejo com toda a minha alma que os pobres negros sejam todos libertados". Ela também disse, de acordo com os sentimentos de seu pai, que "detestava" o tratamento injusto dos negros e a maneira como isso fomentava a crueldade nos brancos. Ela tentou manter os escravos com suas famílias quando pôde, e libertou alguns escravos, mas manteve muitos que foi forçada a vender pelos credores para saldar dívidas pendentes. Os escravos restantes eram seus bens mais valiosos, e ela os alugava quando podia para obter renda. Ela vendeu mais dois escravos em 1833. Ela também punia pessoas escravizadas que não faziam o que ela queria, às vezes fisicamente. Em 1833, a filha de Randolph, Cornelia, descreveu um caso em que ela segurou uma mulher enquanto sua mãe a chicoteava, infligindo a flagelação "muito severamente".

## Na cultura popular
No filme de 1995 Jefferson em Paris, Martha Jefferson foi retratada pela atriz Gwyneth Paltrow.
Na minissérie da CBS de 2000, Sally Hemings An American Scandal, escrita por Tina Andrews, Martha Jefferson foi interpretada pela atriz Mare Winningham.